# Pro Arte Ecclesiastica
Pro Arte Ecclesiastica – chór został założony w 1977 roku przy Centralnym Duszpasterstwie Akademickim w Katowicach z inicjatywy ks. Józefa Dancha (zm. 1982) i dyrygenta, prowadzącego chór do dziś, Janusza Muszyńskiego. Przez 9 lat (1980–1989) był związany z Sanktuarium Jasnogórskim, wchodząc w skład restytuowanej Kapeli Jasnogórskiej. Brał udział we wszystkich ważniejszych uroczystościach na Jasnej Górze.
W 1990 roku przyjął obecną nazwę i prowadzi ożywione życie koncertowe. Chór brał udział w licznych festiwalach i ważniejszych uroczystościach kościelnych. Współpracował z opactwem cysterskim w Krakowie-Mogile (1983–1990). Koncertował w wielu miastach kraju. Odbył podróże koncertowe do Niemiec, Holandii, Szwajcarii, Czech, Austrii, Włoch.
Występował z solistami, takimi jak: Izabela Kłosińska, Grażyna Ciopińska, Michalina Growiec, Andrzej Hiolski, Bogdan Paprocki, Wiesław Ochman, Jerzy Knetig, Józef Frakstein, Romuald Tesarowicz, Tadeusz Piszek, Jan Ballarin, Czesław Gałka.
Zrealizował serię nagrań okolicznościowych dla radia i telewizji (pieśni trzeciomajowe, wielkopostne, wielkanocne, kolędy). Wydał 3 kasety z muzyką starojasnogórską, apelami jasnogórskimi, kolędami oraz płytę CD z Andrzejem Hiolskim. Nagrał także muzykę do filmów i sztuk teatralnych.
Chór w repertuarze ma pieśni na różne okresy roku liturgicznego oraz psalmy międzylekcyjne opracowane przez dyrygenta - Janusza Muszyńskiego, utwory kompozytorów polskich i zagranicznych takich jak: M. Gomółka (Psalmy), G.G. Gorczycki, M. Zieleński, F. Chopin, S. Moniuszko (m.in. opery Straszny dwór, Flis, Verbum nobile, Halka), M.J. Żebrowski, J.S. Bach, J.F. Handel, M. Haydn, J. Haydn (Stworzenie Świata), D. Bortniański, G.B. Pergolesi (Stabat Mater), A. Lotti, W.A. Mozart (msze, offertoria, Czarodziejski flet).
Od 1990 roku chór związany jest z parafią pod wezwaniem Najświętszych Imion Jezusa i Maryi w Katowicach - Brynowie. Z zespołem stale współpracują soliści Sabina Olbrich-Szafraniec, Benon Maliszewski i inni.